# المرازيق (قبيلة)
المرازيق قبيلة تنتمي إلى العجمان والتي تنحدر من قبيلة يام التي جاءت من نجران في شبه الجزيرة العربية.